# モーションアナライザー
モーションアナライザー（Motion Analyzer）は ゴルフスタジアムが開発したゴルフスイング撮影・解析機で、通称MA（えむえー）と呼ばれる。

## 概説
主にゴルフ練習場の打席に設置され、課金式で個人が使用する他、プロがレッスンやスクールに利用している。
筐体、カメラ二台、センサーで1セットとなっており、正面・側面のカメラで撮影したスイング映像を、筐体のモニターですぐに二画面再生することができ、ヘッドスピードと予測飛距離も表示される。
また、左右の映像は自由に入れ替えることができ、例えばプロのスイングや、調子の良いときの自分のスイングと並べて比較することも可能である。
モニターはタッチパネル式で、内蔵されたラインツールを使用し、スイング映像にラインや印を指で描くことができる。

## 新型MA
2006年9月には、江連忠監修、完全WEB対応のモーションアナライザー2（MA2）がリリースされた。
筐体は鮮やかなオレンジ色で、MAよりも背丈が高く、スリムになった。
MA2の利用モードは「撮影モード」「解析モード」「レッスンモード」の3種類。
- 「撮影モード」・・・スイング撮影、簡易ラインツールでのスイング解析およびスイング映像の保存を行なうモード
- 「解析モード」・・・スイング撮影、多彩なラインツールでのスイング解析およびスイング映像の保存を行なうモード
- 「レッスンモード」・・レッスンやスクールで利用するための、プロ専用モード

「撮影モード」「解析モード」は、MAと同様の100円硬貨の他、Edyでの決済も可能。
スイング映像の保存先は、WEBサーバ、専用CD－ROM、練習場施設内PCの3箇所。
ごるスタ会員は利用前にID・パスワードを認証させておくと、スイング映像をWEBサーバへ保存し、
ごるスタ.jpのマイページで管理・再生・解析を行なうことができる。